# Miguel Ángel Alemán Eslava
Miguel Ángel Alemán Eslava (* 2. Oktober 1922 in Buenos Aires; † 11. März 1992) war ein argentinischer Geistlicher.
Eslava wurde am 26. Oktober 1950 zum Priester für die Salesianer Don Boscos geweiht. Am 8. April 1968 ernannte Papst Paul VI. ihn zum Titularbischof von Puppi und Weihbischof in Viedma. José Brogatti, Bischof von Viedma, weihte ihn am 29. Juni 1968 zum Bischof. Mitkonsekratoren waren Jorge Mayer, Bischof von Santa Rosa, und Mauricio Eugenio Magliano, SDB, Bischof von Río Gallegos. Zwischen 8. April 1968 und 4. April 1975 war er Apostolischer Administrator von Viedma. Am 5. April 1975 ernannte ihn der Papst zum Bischof von Río Gallegos.
Eslava verstarb 1992 im Alter von 89 Jahren.